# Николаево (Сливенская область)
Николаево (болг. Николаево) — село в Болгарии. Находится в Сливенской области, входит в общину Сливен. Население составляет 392 человек.

## Политическая ситуация
В местном кметстве Николаево, в состав которого входит Николаево, должность кмета (старосты) исполняет Данка Георгиева Кънева (Болгарская социалистическая партия).
Кмет (мэр) общины Сливен — Стефан Николов Радев (ГЕРБ).